# Zwönitz (Fluss)
| Zuläufe und Bauwerke \| Zwönitz \| Zwönitz \| Zwönitz \| \| ----------------------------------------------------- \| ------- \| ----------------- \| \| Legende \| \| \| \| Obere Kutten \| \| Schatzenstein \| \| Burgstädtel \| \| \| \| \| \| \| \| Hammermühle \| \| \| \| Zwönitz \| \| Kühnhaider Bach \| \| Niederzwönitz \| \| Oberer Halsbach \| \| Dorfchemnitz \| \| Niederer Halsbach \| \| \| \| Brünloser Bach \| \| Thalheim \| \| \| \| Gornsdorfer Bach \| \| Meinersdorf \| \| Wetzlochbach \| \| Burkhardtsdorf \| \| Neu-Eibenberg \| \| Wurzelbach \| \| Kemtauer Bach \| \| Kemtau \| \| Einsiedel \| \| Berbisdorfer Bach \| \| Stadtguttalbach mit Talsperre \| \| \| \| Rachel \| \| \| \| Grenzbach \| \| Erfenschlag \| \| ← Fluss Chemnitz ← (Altchemnitz) ← Fluss Würschnitz ← \| \| \| |  |                   |
| Zwönitz |  |                   |
| Legende |  |                   |
| Obere Kutten |  | Schatzenstein     |
| Burgstädtel |  |                   |
| |  |                   |
| Hammermühle |  |                   |
| Zwönitz |  | Kühnhaider Bach   |
| Niederzwönitz |  | Oberer Halsbach   |
| Dorfchemnitz |  | Niederer Halsbach |
| |  | Brünloser Bach    |
| Thalheim |  |                   |
| Gornsdorfer Bach |  | Meinersdorf       |
| Wetzlochbach |  | Burkhardtsdorf    |
| Neu-Eibenberg |  | Wurzelbach        |
| Kemtauer Bach |  | Kemtau            |
| Einsiedel |  | Berbisdorfer Bach |
| Stadtguttalbach mit Talsperre |  |                   |
| Rachel |  |                   |
| Grenzbach |  | Erfenschlag       |
| ← Fluss Chemnitz ← (Altchemnitz) ← Fluss Würschnitz ← |  |                   |

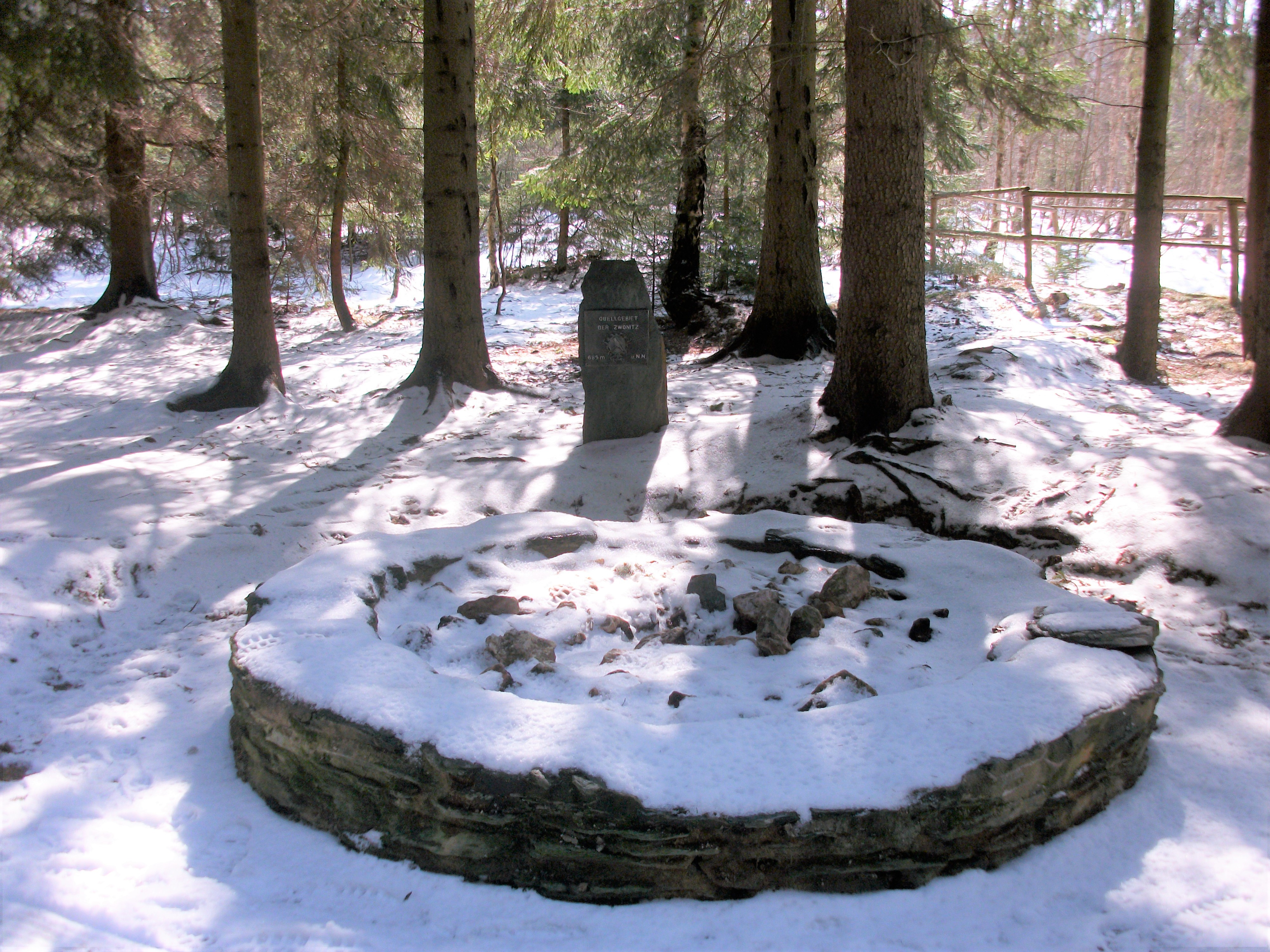
Zwönitzquelle bei Burgstädtel

Die Zwönitz (vom sorbischen Zwonica, „die Klingende“) oder Zwönitzbach ist der 39 km lange, östliche Quellfluss der Chemnitz in Sachsen, Deutschland.

## Verlauf
Der Fluss entspringt im Erzgebirge, am Südwestrand der Geyerschen Platte zwischen dem Schatzenstein und den Oberen Kutten. Ihre Hauptquellen befinden sich 640 bis 660 m. ü. NN. zwischen den Städten Zwönitz und Elterlein. Am Nordhang des Schwarzen Steines und am Westrand des Geyerschen Waldes reichen kleinere Quellarme noch höher, maximal bis 730 m hinauf. Eine in Stein gefasste Zwönitzquelle befindet sich südlich der Ortslage Burgstädtel. Die 39,2 km lange Zwönitz verläuft in nördliche Richtung durch die Städte Zwönitz und Thalheim, bis sie im Chemnitzer Stadtteil Altchemnitz mit der Würschnitz zusammenfließt und von dort an den Fluss Chemnitz bildet.
Ihr Einzugsgebiet beträgt 144 km², ihr Gefälle rund 350 m. Die Zwönitz besitzt als ein Wasserlauf der mittleren und unteren Gebirgslagen ein einfaches Wasserregime. Ihre mittlere Abflussspende liegt, bedingt durch den Einfluss der niederschlagsreichen Geyerschen Platte, relativ hoch. Für den Ort Zwönitz werden 0,41 m³/s, nach der Einmündung des Gornsdorfer Baches 1,12 m³/s und nahe der Zwönitzmündung 2,14 m³/s (Pegel Altchemnitz 1) angegeben.
Das bis Kemtau rechtwinklig zur Gebirgsabdachung verlaufende obere Zwönitztal lässt eine alte Anlage vermuten, die auf die Zeit vor der Heraushebung der Erzgebirgsscholle zurückgeht. Die Tallinie ist zugleich die Fortsetzung der Fließrichtung der Zwickauer Mulde oberhalb des Talknicks bei Aue.

## Hochwasser
Die Zwönitz führte in den letzten hundert Jahren mehrfach Hochwasser – so 1954, 2002, 2010 und 2013.

## Sonstiges
Von der Einmündung des Gornsdorfer Bachs bis zum Zusammenfluss mit der Würschnitz ist der Fluss ein Gewässer erster Ordnung nach dem Sächsischen Wassergesetz.
Die Zwönitz ist der längere und um rund 15 Prozent wasserreichere Quellfluss der Chemnitz. Sie wurde bis ins 16. Jahrhundert in ihrem ganzen Lauf als Chemnitz bezeichnet.